# Michal Kubala
Michal Kubala (Levice, 12 giugno 1980) è un ex calciatore slovacco, di ruolo centrocampista.

## Carriera

### Club

#### Slovacchia
Kubala ha cominciato la carriera con la maglia dell'Artmedia Petržalka, formazione in cui ha giocato dal 1999 al 2003. Passato poi al Rimavská Sobota per qualche mese, è stato successivamente ingaggiato dall'AS Trenčín. Nel 2006 è ritornato all'Artmedia Bratislava, nuovo nome dell'Artmedia Petržalka. Dal 2006 al 2008 è stato in forza allo Slovan Bratislava.

#### Svezia e Romania
Nel 2008 è stato messo sotto contratto dagli svedesi del Ljungskile. Ha esordito nell'Allsvenskan in data 31 marzo, schierato titolare nella sconfitta casalinga per 0-1 contro l'Hammarby. Ha giocato 6 partite di campionato con questa casacca.
Nel 2009 è stato ingaggiato dai rumeni del Gaz Metan Mediaș. Ha debuttato nella Liga I in data 28 febbraio 2009, sostituendo Constantin Semeghin nella sconfitta per 3-1 sul campo dell'Oțelul Galați. Il 7 agosto 2009 ha segnato la prima rete nella massima divisione locale, nella vittoria per 2-1 sull'Universitatea Craiova.
Nel 2011 è stato messo sotto contratto dall'Astra Ploiești. Il 24 luglio ha giocato la sua unica partita in squadra, impiegato come titolare nella sconfitta per 2-0 sul campo del CFR Cluj.

#### Malaysia e Brunei
Nel 2012 si è trasferito ai malaysiani del Perak. Viene anche scelto nella Liga Malaysia XI, selezione di giocatori militanti nel campionato malaysiano, per affrontare l'Indonesia. È rimasto in squadra per una stagione, al termine della quale il suo contratto non è stato rinnovato. Nel 2013 è stato in forza al Selangor, formazione per cui ha disputato anche la Coppa dell'AFC 2013. Nel 2014 si è trasferito ai bruneiani del Wijaya.

#### Norvegia
A settembre 2014, Kubala si è trasferito in Norvegia per giocare nello Stavanger, formazione militante nella 4. divisjon locale. Ha esordito in squadra in data 24 settembre, nella sconfitta casalinga per 0-5 contro il Lura.